# Metzlerella alticaulis
Metzlerella alticaulis là một loài rêu trong họ Dicranaceae. Loài này được Broth. Broth. mô tả khoa học đầu tiên năm 1924.